# Brachypelma albopilosum
Tliltocatl albopilosum(Före detta känd som "Brachypelma albopilosum") är en spindelart som beskrevs av Valerio 1980. Tliltocatl albopilosum ingår i släktet Tliltocatl och familjen fågelspindlar.
Artens utbredningsområde är Costa Rica. Inga underarter finns listade.